# Кубунден
Кубунден (яп. 口分田, くぶんでん, «поле на чоловіка», «іменний наділ») — різновид державного земельного наділу в системі ріцурьо, в стародавній Японії часів реформ Тайка.
Згідно з «Законом про передачу наділів» видавався державою працездатним особам в оренду, в обмін на податок, що дорівнював 3 % врожаю.
Чоловіки, що належали до «доброго люду» і були старші 6 років мали право отримати наділ розміром у 2 тан (22 ар), а жінки тієї ж категорії мали право на 2/3 наділу чоловіків. Представники «підлого люду», зокрема державні та відомчі нухі, також отримували наділ розміром у 2 тан, але приватні нухі могли претендувати лише на 1/3 такого наділу.
Окрім звичайного наділу кубунден існували й інші види наділів: заслужені, відомчі, урядові, жалувані, рангові, монастирські, святилищні тощо.